# Arnošt Mrtvý
Arnošt Mrtvý (12. ledna 1916 Hrdibořice, Rakousko-Uhersko – 19. dubna 1944 Brusel) byl československý stíhací pilot bojující za druhé světové války v 313. československé stíhací peruti RAF.

## Život
Narodil se 12. ledna 1916 v Hrdibořicích na Prostějovsku jako šesté z devíti dětí. Rodiče vlastnili malé hospodářství. Navštěvoval obecnou školu v Hrdibořicích a měšťanku ve Vrbátkách. Absolvoval předválečnou výcvikovou kampaň 1000 pilotů republice.
Po německé okupaci Československa 15. března 1939 se rozhodl emigrovat do Polska. Se třemi kolegy, kteří také sloužili v československém letectvu, pak cestovali do Krakova, kde se údajně přihlásili na československém konzulátě. Později s dalším československým vojenským personálem vyplul z Gdyně do francouzského Calais, kde byl přijat do Armée de l'Air. Po kapitulaci Francie odešel do Anglie, kde vstoupil do RAF a byl přidělen k 313. československé stíhací peruti.
Za svůj čin obdržel 14. listopadu 1941 Československou medaili Za chrabrost před nepřítelem, kdy dne 28. září 1941 oslepen palbou z flaku s vrtulí a křídlem narazil do telefonního sloupu. Navzdory poškozené vrtuli, náběžné hraně křídla a proraženému olejovému chladiči se mu za doprovodu Prokopa Brázdy a Václava Jíchy podařilo přeletět Lamanšský průliv.
Dne 19. dubna 1944 tři československé stíhací perutě (310., 312. a 313. peruť) v čele s Wing Commanderem Tomášem Vybíralem letěly ve formaci s bombardéry USAAF typu Martin B-26 Marauder. Při přeletu nádraží v Mechelenu na ně zaútočily německé Messerschmitty Bf 109, přičemž však nedošlo k žádným ztrátám. Asi 10 mil severně od Bruselu byly československé perutě napadeny znovu německými Focke-Wulfy Fw 190. Arnošt Mrtvý, který letěl se svým Spitfirem LF Mk IXC MJ558 RY-B byl v 18 hodin 53 minut napaden Fw 190 německého pilota Wolfganga Neue, který letoun Mrtvého sestřelil. Mrtvému se podařilo letoun opustit, avšak při klesání na svém padáku byl zastřelen německými vojáky.

## Pocta

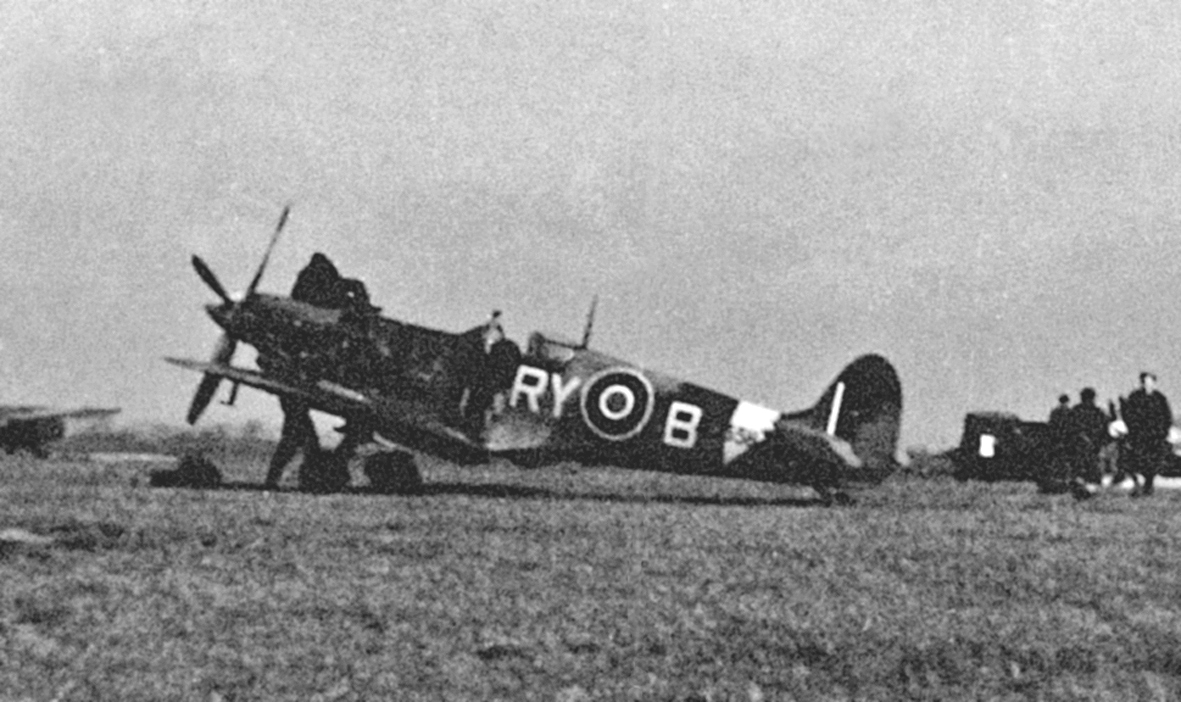

Je pohřben na hřbitově Schoonselhof v Antverpách. Jeho jméno je uvedeno na pomníku padlých letců, členů Hanáckého aeroklubu na olomouckém vojenském hřbitově. Jeho pamětní deska je také vystavena v při vchodu do kaple sv. Floriana v rodných Hrdibořicích, kterou nechal zhotovit jeho bratr. Urna s hlínou z jeho hrobu byla v roce 1998 vložena Mgr. Boleslavem Povolným do krypty Památníku zahraničních letců v Prostějově.
Dne 8. května 2025 byl při příležitosti oslav 80. výročí konce druhé světové války oceněn Křížem obrany státu ministra obrany České republiky in memoriam.

## Osobní deník Mrtvého
Mrtvý si psal deník, kde vyjadřoval svoje pocity a poznatky v době pobytu v Česloslovensku, Polsku, Francii a Anglii. Deník začíná 1. dubna 1939 a končí na začátku roku 1940 pobytem na letecké základně u jihofrancouzského Pau.

### Krátký úryvek
Paříž 29. srpna 1939
| „ | Dnes zase fachčíme jako koni. Ani by nás nemrzelo, ale když se francouzi ulejvají a ještě provokativně smějí, pak už neznáme horšího postupu. Jen kdyby už to prasklo, ať také oni poznají co je to zle. | “ |

Paříž 30. srpna 1939
| „ | Stále děláme to samé jako jiné předešlé dny. Tisk nějak ztichl a zdá se že to brzy praskne, ostatně, dovedem číst mezi řádky. | “ |

Paříž 1. září 1939
| „ | VÁLKA NĚMECKO – POLSKÁ Dnešního dne jsme se dočkali toho, na co my všichni češi zde i v „Protektorátu“ tak dlouho čekáme, totiž: Německo napadlo Polsko a to znamená válku. Jak pařížské deníky-zaznamenávají. V 1/2 9 hod dnes ráno překročila řískoněmecká armáda hranice Polska. Vojsko útočí 4 proudy ! Se strany Polska je hlášeno že v prvních hodinách bylo sestřeleno 15 říšských letounů. Z toho válečného konfliktu byla zde vyhlášena generální mobilizace. Záložníci opouštějí továrny, a nepřehledné proudy valí se městem. Že jsou dolekáni do jednoho nemusil bych se zmiňovat. Mobilizace byla vyhlášena 1/2 12 hod dopoledne. Co s námi teď udělají nevíme. Francouzi se diví jak můžeme být radí, když prý je válka, kdyby nám však rozuměli a s námi cítili, změnili by svoje mínění. | “ |